# Castillo de Fénis
El Castillo de Fénis, situado en la comuna homónima en la margen derecha del río Dora Baltea, el principal del valle de Aosta, se considera una de las más notables fortalezas de esta región. Excepcional por su arquitectura escenográfica, con numerosas torres y una doble cinta de muralla almenada que rodea el edificio central, representa perfectamente el arquetipo de castillo robusto y fantasioso, y se convirtió en una de las principales atracciones turísticas del valle.
A diferencia de otras fortalezas de la región, como las de Verrès y Ussel, construidas en la cima de un promontorio rocoso para mejorar su defensa, el castillo de Fénis se encuentra en un lugar privado de defensas naturales. Esto hace pensar que su principal función era la de ser la prestigiosa sede administrativa de la familia noble de la región, los Challant-Fénis, y que incluso la doble muralla, tenía una función ostentosa, con el fin de impresionar e intimidar a la población. De hecho, no ha sufrido nunca, que se sepa, ataques ni asedios. Sin embargo, el castillo de Fénis posee excelentes muestras de las técnicas defensivas de la época. Y su función residencial viene resaltada por frescos de mérito que aún permanecen en el patio y la capilla.
Algunos autores ven diseminados en el señorío un todo de símbolos e, incluso, un viaje iniciático en el camino de acceso a la casa. Otros notan que son siete las cámaras en cada planta, siete las torres internas y siete las puertas que se debe cruzar para acceder al patio interior. «Ël castel ëd Fén-is... mità na ca fòrt, mità ca 'd vilegiadura...», tal como podían describirlo sus contemporáneos, fue pieza clave en el control del territorio hasta que «Da la sconda mità dël sécol ch'a fa XV a j'ancamin-a për ël castel un perìod ëd decadensa, e a finiss për esse bandonà».

## Historia del castillo

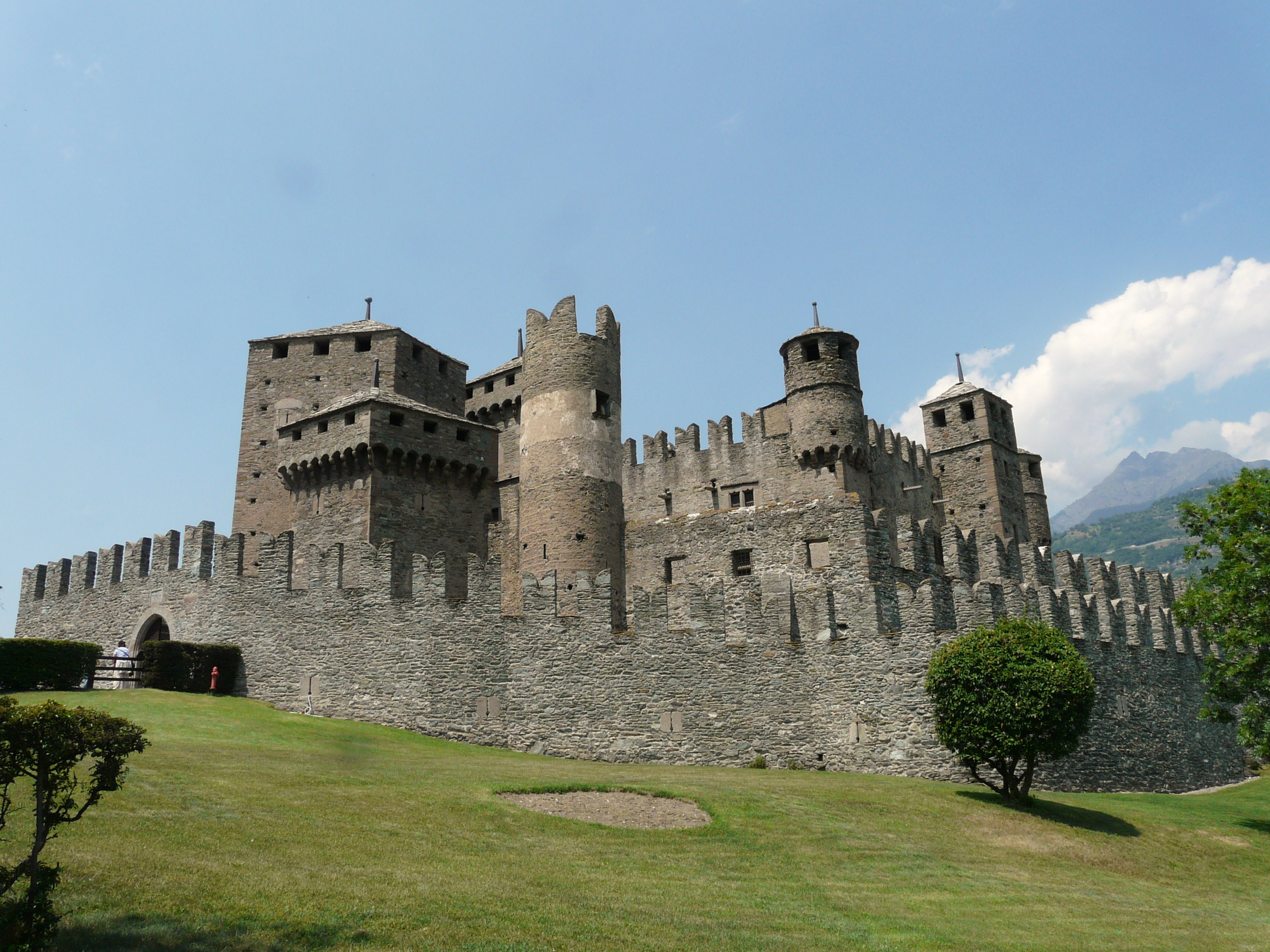
Vista por el lado este.

Al inicio del segundo milenio ya se levantaron torres macizas en el Valle de Aosta. Entre los siglos XII-XIII se construyeron simples y robustos castillos, en los siglos XIV-XV se crearon complejas fortificaciones, las que dieron paso a una arquitectura de propósitos más refinados en el siglo XVI, para ser usada como lugar de residencia cortesana.
Los orígenes inciertos de este centro, la primera mención es de mediados del siglo XIII, el periodo de máximo esplendor durante los últimos tres cuartos del siglo XIV y la primera parte del siglo XV, el posterior abandono y la recuperación en los siglos XIX, XX y XXI, son hitos que marcan su desarrollo.

### Orígenes

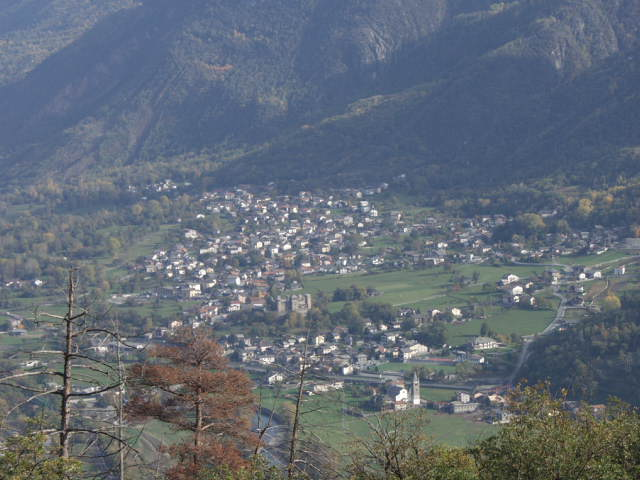
Vista de pájaro del castillo.

La ubicación del castillo en la cima de un montículo rodeado de prados hace pensar que puede haber sido construido sobre una villa romana. Pero, a diferencia del vecino castillo de Issogne, donde la hipótesis quedó confirmada por los restos de muros de una edificación de época romana, en los basamentos de Fénis aún no se encontraron pruebas de esta teoría.
El señorío probablemente ya perteneció a los vizcondes de Aosta antes del siglo XIII. El castillo fue documentado por primera vez en un escrito de 1242, en el cual un castrum Fenitii se menciona como propiedad del vizconde de Aosta, Gotofredo II di Challant, y de sus hermanos. En ese momento, la fortaleza probablemente solo estaba formada por la torre situada al sur de la torre cuadrada, un cuerpo habitable central y una cinta de muralla.

### Aimone y Bonifacio
La mayor parte de la construcción que se observa hoy en día se realizó entre el 1320 y el 1420. Aimone di Challant heredó el castillo de Fénis de su abuelo Ebal Magno en 1337 y, en 1340, comenzó una primera etapa constructiva, edificando un cuerpo habitable central en forma pentagonal –que probablemente englobara edificaciones preexistentes– y la cinta de muralla externa.

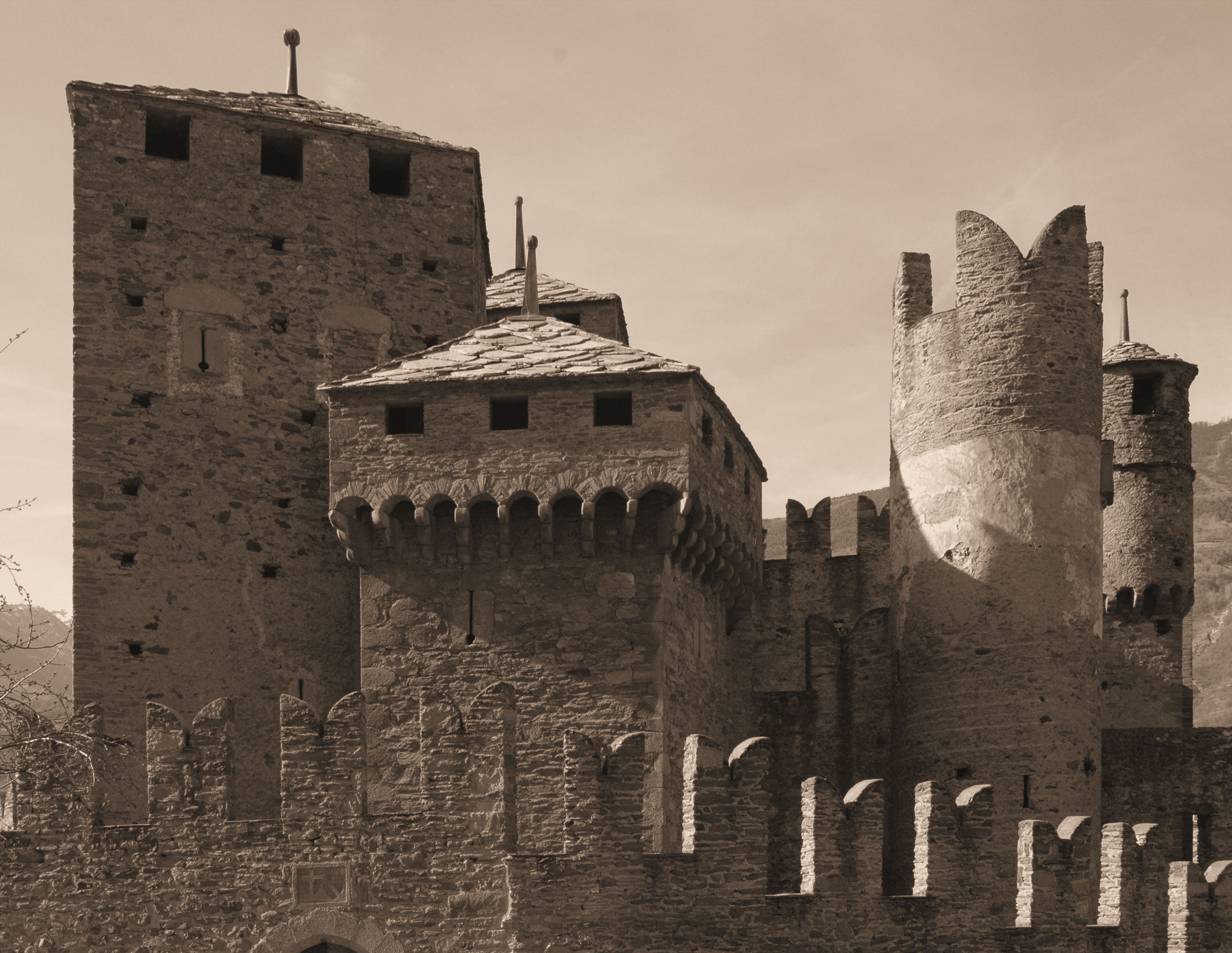
A la izquierda la torre más antigua y a la derecha la torre circular.

En comparación con el aspecto actual, en los tiempos de Aimone carecía aún la torre meridional y el interior era muy diferente. El patio central era mucho más ancho y sin la escalera de piedra, flanqueado por el norte y por el sur de dos largos cuerpos de fábrica que acababan contra el muro occidental. También debía faltar la segunda planta del edificio.
Una reanudación de las obras se acometió por Bonifacio I di Challant, hijo de Aimone, que heredó la señoría del padre en 1387. Después de haber ostentado el cargo de inspector de fortificaciones en la corte de los Saboya, Bonifacio inició en 1392 una nueva campaña edificatoria en la casa para adaptarla a los nuevos estándares de la vida cortesana. Durante esta etapa se reajustaron los planes del cuerpo central y se construyeron unos desvanes. Además, se construyó un nuevo cuerpo de fábrica al ponente que dio el aspecto actual al patio interior, con dos pisos de galerías de madera y la escalinata semicircular de piedra. El castillo alcanzó su máximo esplendor durante la tenencia de Bonifacio I, y a él se deben los frescos del patio interior y de la capilla, encargados al pintor piamontés Giacomo jaqueira, maestro del gótico internacional, ejecutados entre 1414 y 1430.

### Los años de declive
Con la muerte de Bonifacio I en 1426, se inició una fase en la que, debido a la pérdida de perspicacia política y de prestigio de los sucesores del linaje Challant-Fénis y la consiguiente caída económica de la familia, se evidenció un estancamiento constructivo con respecto al señorío. De hecho, entre los siglos XVI y XVII no se documentan obras importantes en el edificio, aparte de algunas intervenciones decorativas. El sucesor, Bonifacio II se limitó a encargar al pintor Giacomino da Ivrea los frescos del lado oriental del patio, sin añadir ninguna modificación significativa en el castillo.  Tras él, durante cerca de doscientos cincuenta años, no se erigieron nuevas construcciones y las únicas intervenciones notables fueron algunos frescos en el patio y en uno de los almacenes del lado sur, pintados en el siglo XVII.

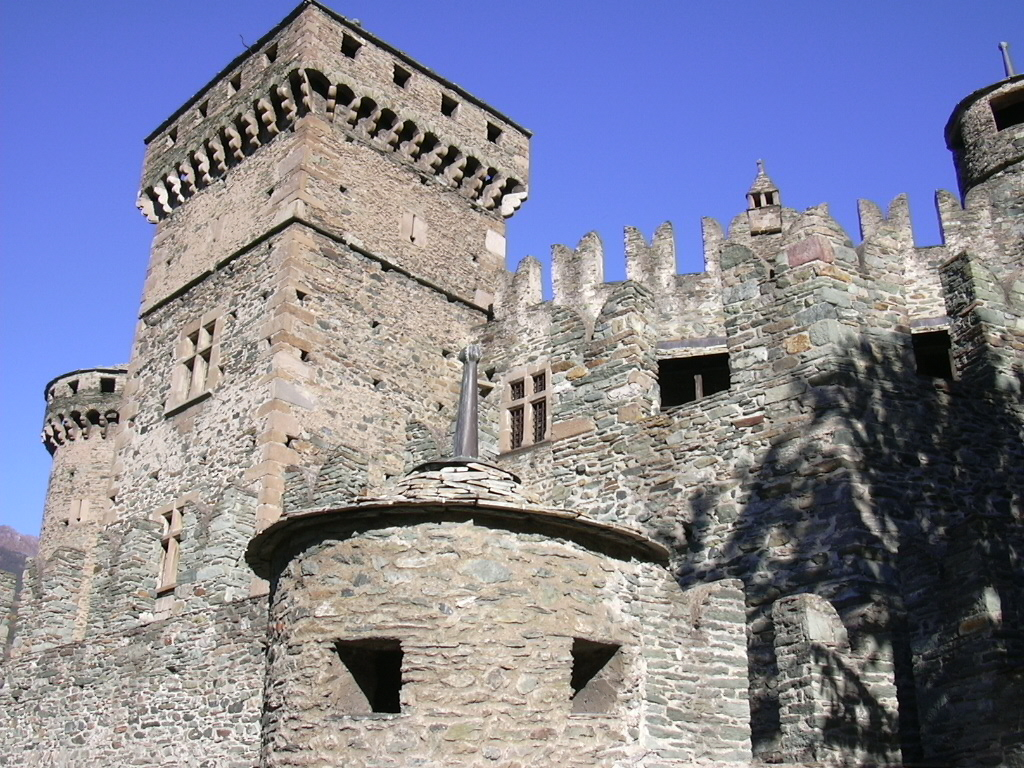
Lado oeste del castillo.

En 1705, con el fallecimiento de Antonio Gaspare Felice, último miembro del linaje Challant-Fénis, el castillo pasa a la rama Challant Châtillon, en especial al primo del difunto, Giorgio Francesco, el cual tuvo que venderlo por 90.000 liras al conde Baldassarre Saluzzo di Paesana en 1716 para hacer frente a ingentes deudas, en gran parte causadas por el proceso testamentario. El castillo se vio privado incluso de las mínimas actuaciones de mantenimiento.
Con ello, el castillo inició un período de decadencia y de frecuentes cambios de propiedad. Los Saluzzo di Paesana mantuvieron la posesión hasta 1798, cuando la casa fue vendida a Pietro Gaspare Anserma, cuya familia la conservó hasta 1863, para su reventa a Michele Baldassarre Rosset de Quart. Durante este tiempo, que duró un siglo y medio, el edificio permaneció deshabitado, el mobiliario fue expoliado y las diversas dependencias se utilizaron como granja, pajares y establos para el ganado.

### Recuperación decimonónica
El 3 de septiembre de 1895, Giuseppe Rosset, cónsul italiano en Odessa e hijo de Michele Baldassarre, cedió el señorío de Fénis al Estado Italiano por 15.000 liras gracias a las gestiones de Alfredo de Andrade (Lisboa, 1839 - Génova, 1915). De Andrade, pintor portugués naturalizado italiano, con un alto cargo en la administración italiana en el departamento de monumentos de Piamonte y Liguria desde 1886,  apasionado buscador y recuperador de edificaciones antiguas y de la memoria histórica valldostana, intentaba adquirir la fortaleza de Fénis hacía años.

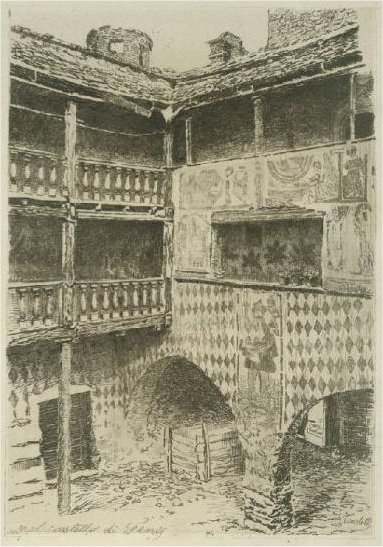
El patio interior del castillo en un grabado decimonónico de Celestino Turletti.

En agosto de 1865 de Andrade había visitado el señorío de Fénis por primera vez. Parece que le impresionó, ya que regresó en 1882 buscando inspiración para su participación en la Exposición Internacional de Turín del año 1884. Así, el castillo sirvió de modelo para el Borgo Medievale di Torino, una reproducción bastante fiel de una pequeña villa medieval tardío construida para el evento.
Tras la inauguración, el interés de Andrade por el castillo no disminuyó: regresó varias veces entre 1884 y 1888, y salió con dibujos, relieves y bocetos. Es probablemente durante este periodo que pensó en comprar el castillo, y en 1890 comenzó los tratos con Rosset, el propietario, que se acabaron en 1895.
En 1897, dos años después de la adquisición tal como estipulaba el contrato para dar tiempo al traslado de la granja alojada en el interior de la fortificación, de Andrade, como director del Ufficio Regionale por la Conservazione dei Monumenti del Piemonte, della Liguria e della Valle de Aosta, tomó posesión del edificio y comenzó su recuperación. En 1898 se instaló un pararrayos en una torre. Ya en el 1889 de Andrade, siguiendo los principios de Viollet-le-Duc, inició una primera temporada de obras en el castillo que continuó hasta 1920 bajo la supervisión del mismo de Andrade y del ingeniero Cesare Berte (Turín, 1866 - Turín, 1941) y, a continuación, de G. Seglie.
El objetivo de esta campaña, ceñida a criterios de respeto hacia la estructura original, se centró especialmente en detener la degradación del castillo. Berte emprendió varias intervenciones: la construcción de un nuevo camino de acceso al castillo por el lado del levante con márgenes de piedra seca, aseguramiento de los muros inestables, canalizaciones para aguas pluviales, restauración de techos (incluyendo los de la gran torre de la cinta de muralla externa, el de la torre cuadrada occidental, el del salón de la capilla y el de la torre circular), restauración de pisos y de marcos de ventanas. A finales del segundo decenio del siglo XX, de Andrade, enfermo, se retiró y Seglie se hizo cargo de las obras. En 1920, con todos los techos y murallas recuperados de la degradación, se da por finalizada la primera fase, condicionada por la falta de fondos económicos disponibles.
En 1935 se inició una segunda campaña de restauración al cuidado del correspondiente ministerio y del arquitecto Vittorio Mesturino que, a diferencia de la campaña proyectada por de Andrade, no respetó la construcción original de la edificación. Se acentuó el carácter medieval del señorío, comprometiendo la correcta lectura de la estructura originaria. Durante esta fase se decidió también de incluir un museo de mobiliario del Valle de Aosta, reformando estancias entonces privadas del mobiliario original y amueblándolas con adquisiciones realizadas en el mercado de antigüedades, aunque no siempre de origen valldostano.
En estas actuaciones participaron los habitantes de la comuna. El castillo fue declarado monumento nacional en 1896.

## Descripción del castillo
Situado sobre un montículo cerca de la orilla derecha del río Dora Baltea, el castillo domina la pequeña aldea de Fénis. Giuseppe Giacosa, un dramaturgo piamontés de la segunda mitad del siglo XIX, describe el castillo de Fénis en su I castelli valdostani ('Los castillos del Valle de Aosta') de la siguiente manera:

De fuera son un montón de torres que se asoman salvajemente, una cuadrada y rechoncha, la otra redonda, delgada, todo almenado, armado, erizado de salientes de todo tipo, que parecen amenazar de manera violenta y abusiva, que desafían el peatón y le gritan «Aléjate!», haciendo el cielo irregular con extraños perfiles. Dentro hay un claustro recogido, silencioso, sombrío, sobrio y correcto en sus formas insólitas y en sus ricos colores. Al verlo de lejos tiene un aire malhumorado y arrogante; quien entra, respira la calma de los fuertes.
Giusepe Giacosa

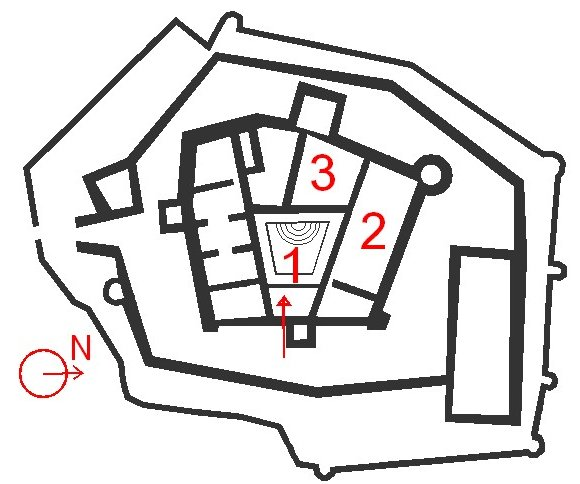
Doble cinta de muralla. Patio interno (1), sala de armas (2) y comedor (3).

Está constituido por un cuerpo central de forma pentagonal, probablemente debido a la necesidad de dar cabida a las estructuras preexistentes y de adaptarse a las irregularidades del terreno. Este cuerpo central es rodeado de una doble cinta de murallas almenadas. A lo largo de la muralla externa se disponen seis torres de flanqueo en los lugares más vulnerables, comunicadas entre sí por un camino de ronda. Las torres más grandes, y algunas de las pequeñas en el sur y oeste, tienen trampillas para acceder a los niveles superiores y ménsulas para sostener cadalsos, matacanes  y otros elementos superiores. Las torres y torres de flanqueo cilíndricas y prismáticas están provistas de cañoneras y aspilleras para vigilar y disparar flechas.
Se le considera un buen ejemplo de la arquitectura civil y militar de los siglos XIV y XV, y los frescos notables del patio y de la capilla, realizados por la escuela de Giacomo jaqueira, el mayor representante de la pintura tardogótica del contemporáneo Ducado de Saboya, evidencian su uso como residencia cortesana.

### Entrada al «mastio»
Tras las reformas de los años 1930 se puede acceder al mastio –en italiano, la estructura central en las edificaciones fortificadas– desde el exterior, atravesando un portal abierto en el lado sur de la cinta de muralla externa; la entrada original de esta muralla se encontraba probablemente junto a la torre cuadrada del lado oeste.

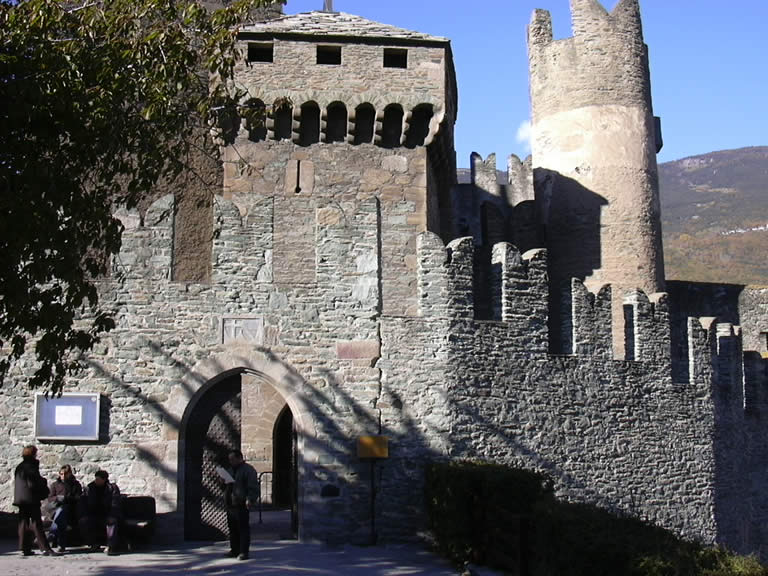
Entrada moderna del castillo de Fénis

Detrás la muralla se encuentra un patio cercado que rodea la estructura central. Ante el portal de entrada se encuentra una torre, una de las más antiguas del señorío, coronada por un cadalso y equipada con un matacán desde el cual se maniobraba una puerta levadiza situada debajo. Por esta torre se accede al segundo recinto amurallado.
En el lado noreste del segundo patio hay un edificio rectangular que fue habilitado como establo y pajar durante un cierto tiempo. A mitad de la banda oriental se encuentra una torre redonda, utilizada antiguamente como palomar, con la puerta de acceso al vestíbulo que conduce al patio interior de la estructura central. El vestíbulo está protegido por dos cuerpos de guardia. El patio tiene una forma trapezoidal y está rodeado por los cuatro lados por galerías con balaustradas con frescos pintados en sus paramentos.
El cuerpo habitable central que rodea el patio interior, se desenvuelve en tres planos además del semisótano ocupado por la bodega y la cárcel. La planta baja se destinaba a la guarnición y al personal de servicio: aquí se encuentra el cuerpo de guardia, la cocina y un comedor. La primera planta estaba reservada a los propietarios del castillo e incluía una cocina, la habitación de los señores, el tribunal y la capilla. La segunda planta se destinaba al servicio y los huéspedes de la casa. El castillo podía acoger alrededor de sesenta personas, entre los familiares del señorío, los huéspedes habituales, la guarnición y el personal de servicio del hogar.

### Patio interior y sus frescos

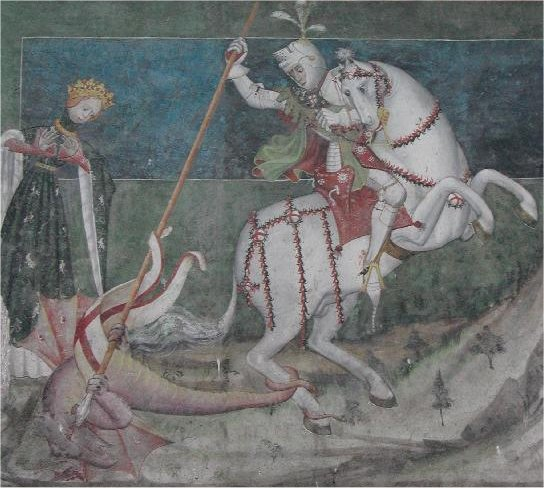
El fresco San Jorge matando al dragón en el patio del castillo.

En medio del cuerpo habitable se encuentra el pequeño patio trapezoidal realizado por Bonifacio I a finales del siglo XIV e inicios del siglo XV. Al lado oeste del patio se sitúa una escalinata semicircular de piedra encima de la cual se encuentra un fresco que representa San Jorge matando el dragón, una obra realizada hacia 1415 y atribuida al taller de Giacomo jaqueira. Como en tantas otras regiones de Europa, el tema de San Jorge y el dragón era muy difundido en el Valle de Aosta en esta época, en tanto que se consideró la encarnación de los ideales caballerescos. En la pintura se aprecia el monograma BMS, interpretado como las iniciales del cliente, Bonifacium Marexallus Sabaudiae (Bonifacio Mariscal Saboya).
El patio está circundado por galerías con balcones corridos de madera en las dos plantas superiores. Los paños del patio están completamente decorados con frescos de estilo gótico internacional y de motivos heráldicos. Incluyen un número de personajes diferentes, pintados entre 1425 y 1430,  que sostienen pergaminos mostrando proverbios y máximas morales escritas en francés antiguo. En el pasado cada una de las pinturas tenía indicado el nombre del personaje representado, pero en la actualidad la mayoría de los nombres es ilegible. Entre estos personajes hay uno ataviado con ropas árabes, posiblemente para recordar la participación de Challant en una cruzada.

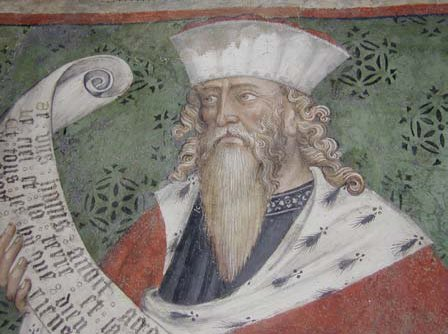
Detalle de uno de los sabios con citas en la pared de la galería.

Entre los proverbios y las máximas morales pintados en las paredes se pueden citar los siguientes:
En una esquina del patio se encuentra una especie de profecía en latín:
En uno de los paramentos del castillo se encontró un poema en francés antiguo, atribuido a Bonifacio I, escrito en ocasión de la boda de su hija Bona con el señor Jean Allamant de Uriage, y su consiguiente partida. Es considerado uno de los más antiguos ejemplos escritos de la lengua francesa hablada en esta zona a finales de la Edad Media.

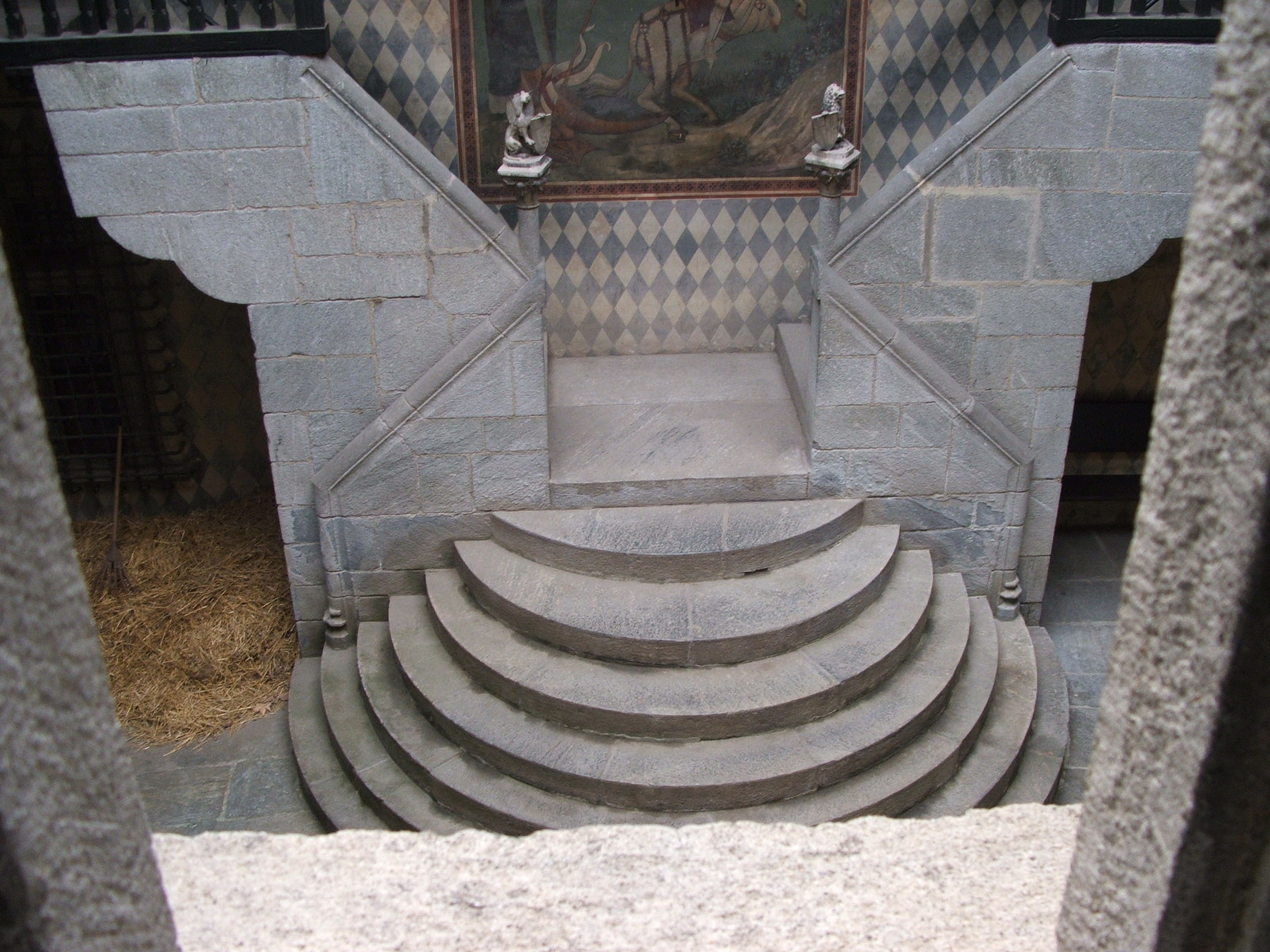
El patio de la Rocca del Borgo Medievale di Torino.

La pared más estrecha del patio, delante del fresco de San Jorge, fue decorada en la segunda mitad del siglo XV por el pintor Giacomino da Ivrea por encargo de Bonifacio II de Challant. Incluye representaciones de los santos Humbert, Bernat, un santo obispo (un tal Teódulo), Apolonia y Ambrós; también una Anunciación y motivos vegetales. Debajo de estos se observa un monumental San Cristóbal, cuya atribución fue afectada por las agresivas restauraciones que sufrió. Siendo San Cristóbal el protector de los viajeros en el imaginario cristiano, su presencia cerca de la puerta de salida puede representar un augurio de buen viaje a los que marchaban del señorío.
El patio interior del castillo de Fénis sirvió como modelo para la construcción de la Rocca del Borgo Medievale di Torino, una réplica de un burgo del siglo XV, realizada por Alfredo de Andrade con ocasión de la Exposición General Italiana de Turín representando la Sección de Arte Antiguo. El patio de la Roca del Borgo reprodujo fielmente la escalinata circular, los balcones de madera, así como los frescos de los santos y San Jorge matando al dragón.

### Planta baja

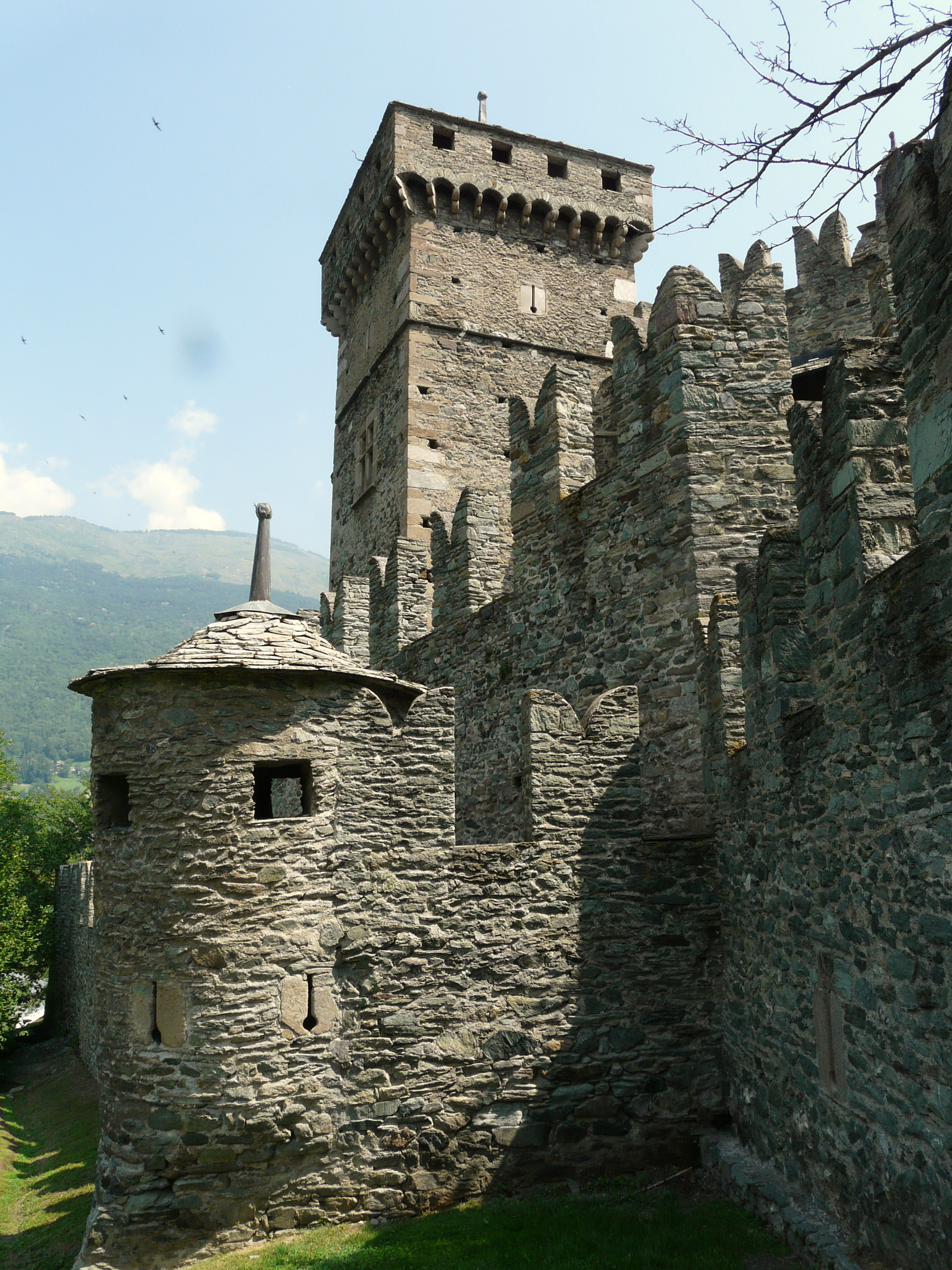
En la torre se observan aspilleras.

Desde el patio se accede a una gran sala rectangular que ocupa la mayor parte del lado norte de la planta baja del castillo. Esta estancia, citada como «gran sala baja» en un inventario redactado en 1551, hoy se conoce como la sala de armas por la presencia de un soporte para picas. Actualmente la sala contiene una maqueta del castillo y cuenta con un gran hogar de piedra adosado a la pared del fondo. Esta chimenea formaba parte del mobiliario original de la casa. El techo de madera –el de esta sala y gran parte de los otros techos– ha sido rehecho durante las restauraciones de inicios del siglo XX. En la torreta circular del ángulo nordeste se encuentra una trampa que da acceso a un pozo excavado donde se recluían los condenados a muerte.
Desde la sala de armas se accede al comedor, llamado así a partir de la creación del museo en 1936, bien que en el inventario de 1551 se conocía como «cámara baja». Actualmente la sala contiene unas mesas y sillas que datan del siglo XVI a XVII.
Adyacente al comedor se encuentra la sala que debía ser la cocina principal del castillo, como lo sugiere la presencia de una chimenea monumental que, además de servir para cocinar los alimentos, calentaría las estancias del piso superior. La habitación estaba amueblada con un armario de madera.
En el lado sur del castillo se encontraba el pozo de la cisterna donde se recogió el agua de lluvia de los tejados, la leñera y otros cuartos de servicio. Actualmente contiene un carro agrícola y un número de baúles y armarios.

### Primera planta

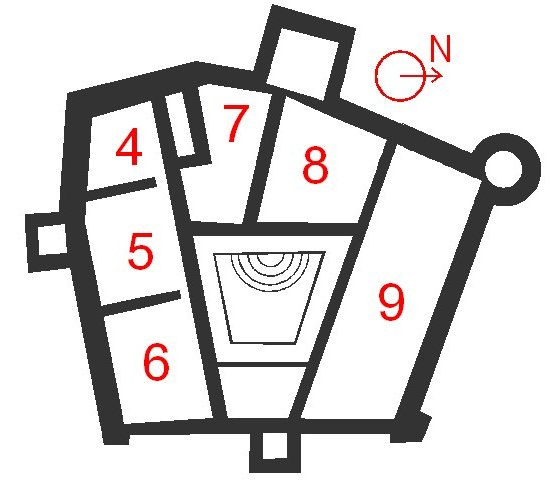
Planta del primer piso: la «chambre des tolles» (5) y su cabinet (4), el tribunal (6), la cocina superior (7), la «chambre blanche» (8) y la capilla (9).

La planta principal, la más elegante y menos fría del complejo, era reservada a los señores del castillo. Aquí se encontraban sus estancias privadas, la sala de representación y la capilla. Al lado norte, en correspondencia con la cocina de la planta baja, se encuentra una cámara que por la presencia de una gran chimenea y una pila de agua, parece haber sido otra cocina. Actualmente la habitación ha sido amueblada con asientos y un par de mesas del siglo XIX, de estilo tardogótico.
Junto a esta cocina se encuentra lo que se definió como el dormitorio del señor del castillo, conocida como la chambre blanche en el inventario de 1551. La pared medianera con la cocina tiene una gran chimenea de piedra con el blasón del linaje Challant pintado. En la estancia se encuentran un número de contenedores y cajas con marquetería y una cama de baldaquín con columnas salomónicas, reproducción de un modelo toscano de finales del siglo XVI.
En el centro del lado sur de la planta se encuentra la estancia que en el inventario se define como chambre des tolles, arreglada con algunos armarios con frente decorado. El adyacente cabinet de la chambre des tolles, así mencionado en el mismo documento, contiene una cama y una caja del siglo XVI y un escaño decimonónico, proveniente de la colección del industrial Riccardo Gualino. Giustino Boson, en su libro El castello di Fénis se refiere a estas dos cámaras respectivamente como sala da Pranzo ('comedor') y della signora. Al haberse perdido todo el mobiliario original de estas cámaras, y dado que su uso cambió a lo largo de los siglos, resulta muy difícil identificar con claridad la función que tuvieron originalmente.
La esquina suroeste de la planta está ocupada por una estancia que se denominó poelle ('calefactor') en el citado documento de 1551, y que hoy se conoce como la sala del tribunal. Este nombre proviene del hecho de que sobre la chimenea están representadas en frescos las cuatro virtudes cardinales (fortaleza, prudencia, templanza, y finalmente la justicia que destaca sobre las demás), realizados entre 1425 y 1430, y la emblema de Emanuele Filiberto I o de Carlo Emanuele I, duques de Saboya entre los años 1559 y 1630. En la cámara se encuentran actualmente algunas cajas adquiridas en los años 1930 en Saluzzo.

#### Capilla
Todo el lado norte de la primera planta está ocupada por una larga sala rectangular, conocida como la capilla, uno de los ámbitos más sugerentes del castillo. En el pasado la sala podría haber sido dividida en dos por un enrejado de madera –como sucedió en el castillo de Issogne, también situado en el Valle de Aosta– que separaba la capilla del espacio de representación llamado salle de la chapelle en 1551.
En el lado oeste de la estancia se encuentra un gran hogar de piedra. La pared del hogar, así como las paredes largas, fueron decoradas con motivos geométricos añadidos durante las restauraciones realizadas a partir de 1895, que tomaron como modelo un fragmento del siglo XIV encontrado cerca de la chimenea por Alfredo de Andrade. La sala fue amueblada con piezas de estilo tardogótico.
Es probable que el lado oriental de la sala correspondiera a la capilla privada de los señores de la casa. La división del espacio parece evidenciarse por una viga que cruza transversalmente la gran sala rectangular. Aquí hay un preciado crucifijo de madera que restauraciones recientes han permitido atribuir al taller del Maestro de la Madonna di Oropa, del cual provienen varias esculturas sacras destinadas a iglesias valdostanas, elaboradas entre finales del siglo XIII e inicios del XIV.

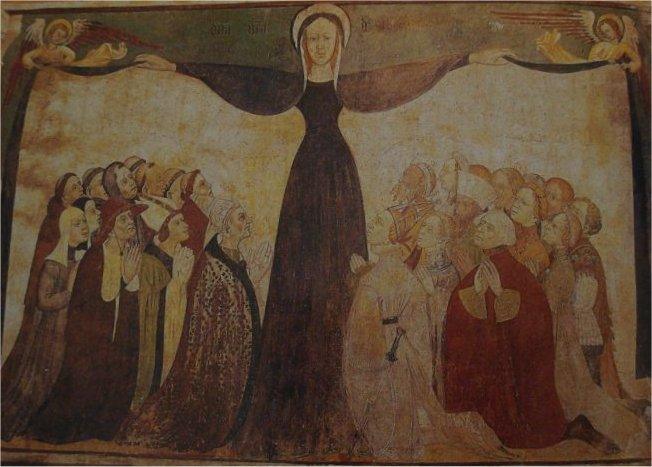
Fresco de Nuestra Señora de la Misericordia en la capilla.

Contrastando con los motivos geométricos que decoran estos paramentos, el resto lo llenan frescos representando figuras de santos y apóstoles, dispuestos en dos líneas superpuestas. La pared del fondo está dividida en dos por una gran ventana en cuyos lados están representadas una crucifixión a la derecha, y una Virgen de la Misericordia a la izquierda. A los pies de la Madona, protegidos por su manto, hay dos grupos de fieles, laicos a los que observa a la derecha, y eclesiásticos a la izquierda. Entre estos fieles, junto a la Virgen, están el Papa y el Emperador, dispuestos respectivamente como jefes de fila de cada uno de los grupos. También se distinguen algunos miembros de la familia Challant, como Bonifacio I, el promotor de las obras (en el grupo de los laicos con un hábito rojo), su hermano, Amadeo di Challant-Aymavilles y su joven esposa Luisa di Miolans.
Los frescos de la capilla, así como la mayoría de los del patio, se realizaron en estilo gótico internacional en los primeros decenios del siglo XV y se atribuyeron a la escuela del maestro piemontés Giacomino Jaqueiro. No puede afirmarse que el maestro realizó las pinturas en persona, pero es evidente que se utilizaron sus modelos y técnicas.
Restauraciones recientes de los frescos de la capilla han puesto en evidencia algunos detalles que hacen sospechar una cierta prisa en terminar el trabajo, como la presencia en el fresco de la crucifixión de trazas de una figura armada arrodillada, que nunca se realizó.

### Segunda planta y tejado

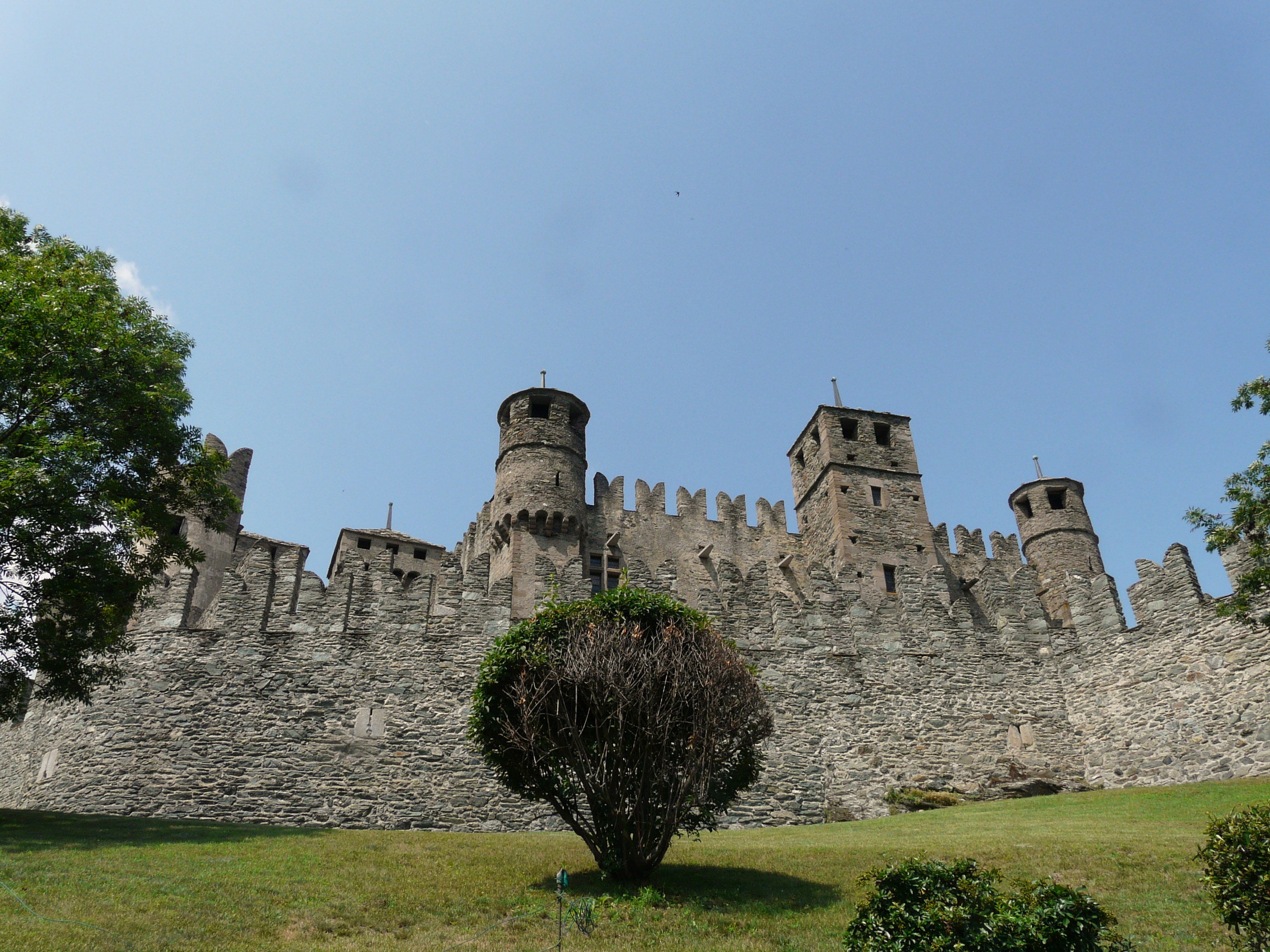
Torres, torres de flanqueo y murallas con almenas de cola de milano.

Se sube a la segunda planta del castillo por una escalera de caracol. La segunda planta era destinada a alojamientos para los servidores y soldados, y a cuartos para los huéspedes que frecuentaron el castillo por diferentes asuntos. Desde este piso se podía salir al exterior, a través de la torre del lado oeste, donde se encontraba un paseo de ronda.
Los suelos son cubiertos con losas de piedra. Los techos de la edificación se caracterizan por vertientes a dos aguas, cuyos lados internos conducen el agua de lluvia hacia el patio interior donde podía ser recogida y almacenada en la cisterna.

## El castillo en la actualidad

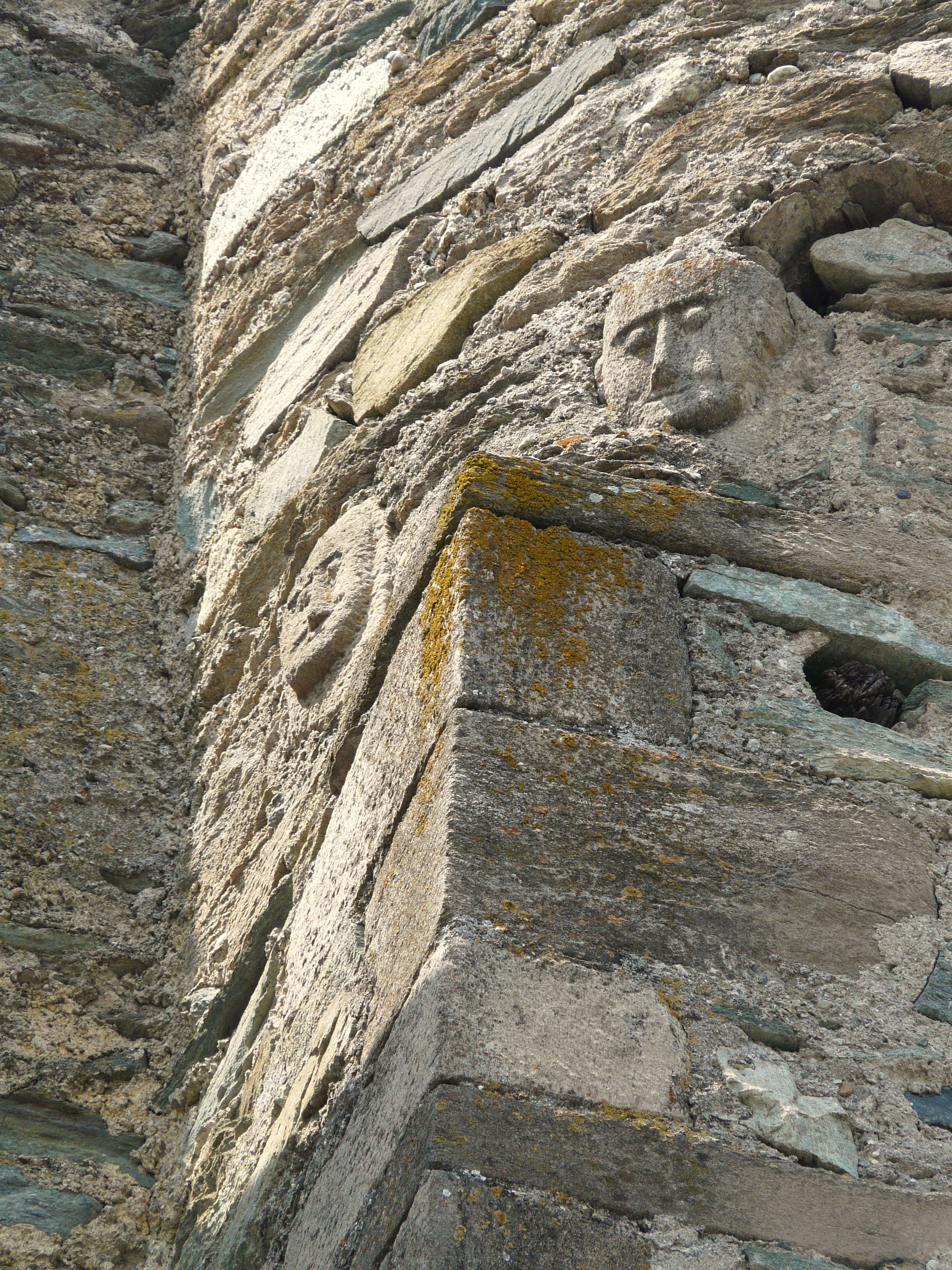
Caras esculpidas en el muro, probablemente ménsulas de época románica incrustadas en 1935-42.

### Restauraciones históricas
Gracias a la campaña de restauración susodicha –iniciada el 1898 por Alfredo de Andrade como jefe del departamento de conservación de monumentos de la región con el ingeniero turinés Cesare Berte, y continuada por Seglie– se logró mejorar las condiciones de la edificación, que sin ella hubiera probablemente terminada en ruinas.
En 1935 el ministro fascista Cesare Maria de Vecchi di Val Cismon (Piamonte, 1884-1959) decidió retomar las restauraciones con el arquitecto Vittorio Mesturino (que hizo importantes restauraciones en la isla de Rodas entre  1937 y 1940). Se realizaron algunas modificaciones arbitrarias, denominadas «restauraciones integrativas», que alteraron la fisonomía del castillo. Esta campaña finalizó en 1942. También se recogieron varios objetos fechados entre el Renacimiento y el siglo XVIII para colocarlas en el castillo.

### Reformas y mejoras de 2004-2005
Entre octubre de 2004 y marzo de 2005 se realizaron varias obras en el castillo, evitando agresiones a la estructura original. Incluyeron adecuaciones técnicas y normativas; restauración del pavimento en opus signinum, haciendo resurgir en su forma original este tipo de acabado; y restauración y diseño de los edificios circundantes para ofrecer diversos servicios.

### El castillo en la cultura popular
Actualmente el castillo de Fénis, con su aspecto de cuento de hadas y sus valores intrínsecos, es uno de los principales atractivos turísticos del Valle de Aosta. Las estadísticas de 2008 indican que recibe más de 80.000 visitantes al año.
El castillo sirve como sede del Museo dell'Ammobiliamento valdostana desde 1935. Los diferentes eventos que sufrió el señorío a lo largo de los años, dejaron el castillo desmueblado. La administración regional se dedicó a adquirir mobiliario relacionado, lográndose piezas excepcionales de los siglos XV y XVI, y otros, que pueden ser admiradas en las salas del castillo. Si bien algunas piezas no son de la región o de la época, representan bellos ejemplos de lugares vecinos o de estilos relacionados.
En 1985 se filmó la película Fracchia contro Dracula de Neri Parente en el castillo. En 2006 se utilizó como set para algunas escenas de la miniserie televisiva La Freccia Nera.

### Visitas
El Castillo de Fénis, situado cerca de 15 km de Aosta, la capital de la región, es ahora propiedad de la Administración del Valle de Aosta y se encuentra reestructurado. Puede visitarse su interior con los guías oficiales del Valle de Aosta.
Dos de sus tres plantas son visitables: en la planta baja se pueden ver el comedor, la sala de armas, la cocina, la despensa, el estudio y la tesorería y, en la primera planta, el patio, la capilla con frescos y el dormitorio de los condes; todos fornido de chimeneas originales y de mobiliario. Desde el patio interior pueden observarse las galerías del piso superior con sus frescos, a las que no se puede acceder, y la espléndida escalinata.
En cuanto al mobiliario, se muestran piezas adquiridas en anticuarios y ferias-cajas, escaños, arcas, asientos, mesas-, algunas de excepcionales originales de los siglos XV y XVI, y otros como neogóticas o populares.
En la villa de Fénis se pueden encontrar diversos recursos turísticos -restaurantes, alojamientos, guías- y un aparcamiento con servicios que se encuentra a 15 minutos a pie del castillo. En la villa de Fénis se encuentra también el Museo dell'Artigianato e delle Tradizione della Val D'Aosta, con objetos históricos de uso cotidiano y esculturas.

## Mapas
En el valle de Aosta pueden visitarse, además del de Fénis, el interior de los castillos de Verrès, Issogne, Ussel (Chatillon), Sarriod de la Tour (Saint-Pierre), Sarre y el Castel Savoia de Gressoney.

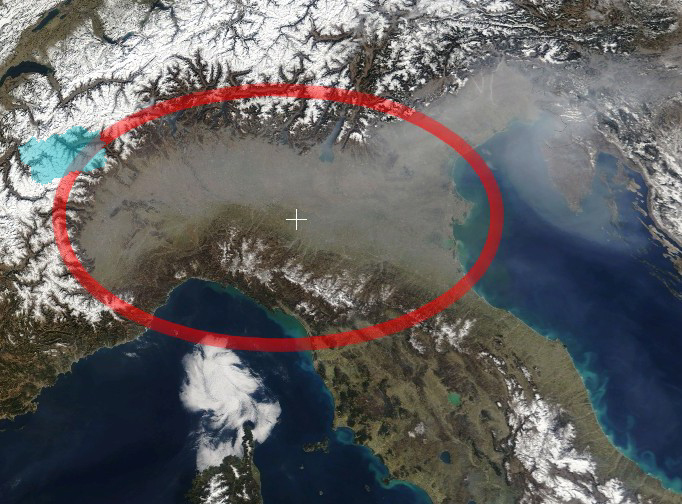
Llanura padana, en azul el Valle de Aosta.